# Teimuraz d'Imerècia
Teimuraz era fill del príncep Mamuka i va ser proclamat rei d'Imerècia amb ajuda de l'Imperi Otomà, el 1766, substituint a Salomó I d'Imerècia. El 1768 va haver de fugir a Turquia davant la victòria militar de Salomó que va recuperar el tron. Fou casat amb una germana del duc de Ratxa, Rustam I Chkheídze.